# Gugel (Kleidung)

Verschiedene Gugel und ihre Trageweisen in einer Miniaturmalerei von Pierart dou Tielt, ca. 1353

Die Gugel, mittelhochdeutsch auch gogel, kogel, kugel (aus althochdeutsch cucula, wohl von keltisch kūkka ‚Gipfel‘), war eine vor allem im 14. Jahrhundert in Deutschland von Männern und Frauen getragene kapuzenartige Kopfbedeckung mit Kragen.
Es wird angenommen, dass die Gugel Namensgeberin für den Gugelhupf ist.

## Geschichte

### Vorläufer
Die Gugel entstand aus dem römischen Cucullus bzw. Sagum cucullatum, einem wollenen Überwurf mit Kopfloch und Kapuze, der seit dem 1. Jahrhundert nachweisbar ist. Er wurde in Form der Capa bis ins Mittelalter von Bauern, Jägern, Hirten, Pilgern, Mönchen und Reisenden zum Schutz vor der Witterung getragen.
Die ins 11. Jahrhundert datierte Skjoldehamndrakten wurde auf einem Hof in Andøya in Norwegen gefunden. Neben anderen Kleidungsstücken besteht sie aus einer gugelartigen Kapuze (kaprun) mit Kragen. Diese stellt ein eigenständiges Kleidungsstück dar und ist nicht am Umhang befestigt. Vorne ist sie geschlossen. Sie wurde aus drei oder vier rechteckigen Textilstücken in Köperbindung gefertigt, ihr Kragen ist eckig.

### Entstehung und Wandlung
Im Bergbau, vor allem im Mansfelder Bergbau trugen die Bergmänner die Gugel als Fahrhaube ab dem späten 13. Jahrhundert. In der Mitte des 14. Jahrhunderts wurde das Tragen der Gugel im zentraleuropäischen Adel modisch. Im Zuge dessen wurde die eng anliegende Gugel in leuchtenden Farben, auch im Mi-parti, hergestellt, außerdem mit Perlen und Edelsteinen besetzt, mit Wahlsprüchen bestickt oder mit einem überlangen Schwanz, der Sendelbinde, verziert. Ab etwa 1365 wurde die Gugen auch durch Zatteln, später auch durch Glöckchen, verziert, was jedoch wieder abebbte und sich schließlich nur als Zeichen von Unterhaltern, etwa in Form der Narrenkappe, erhielt.

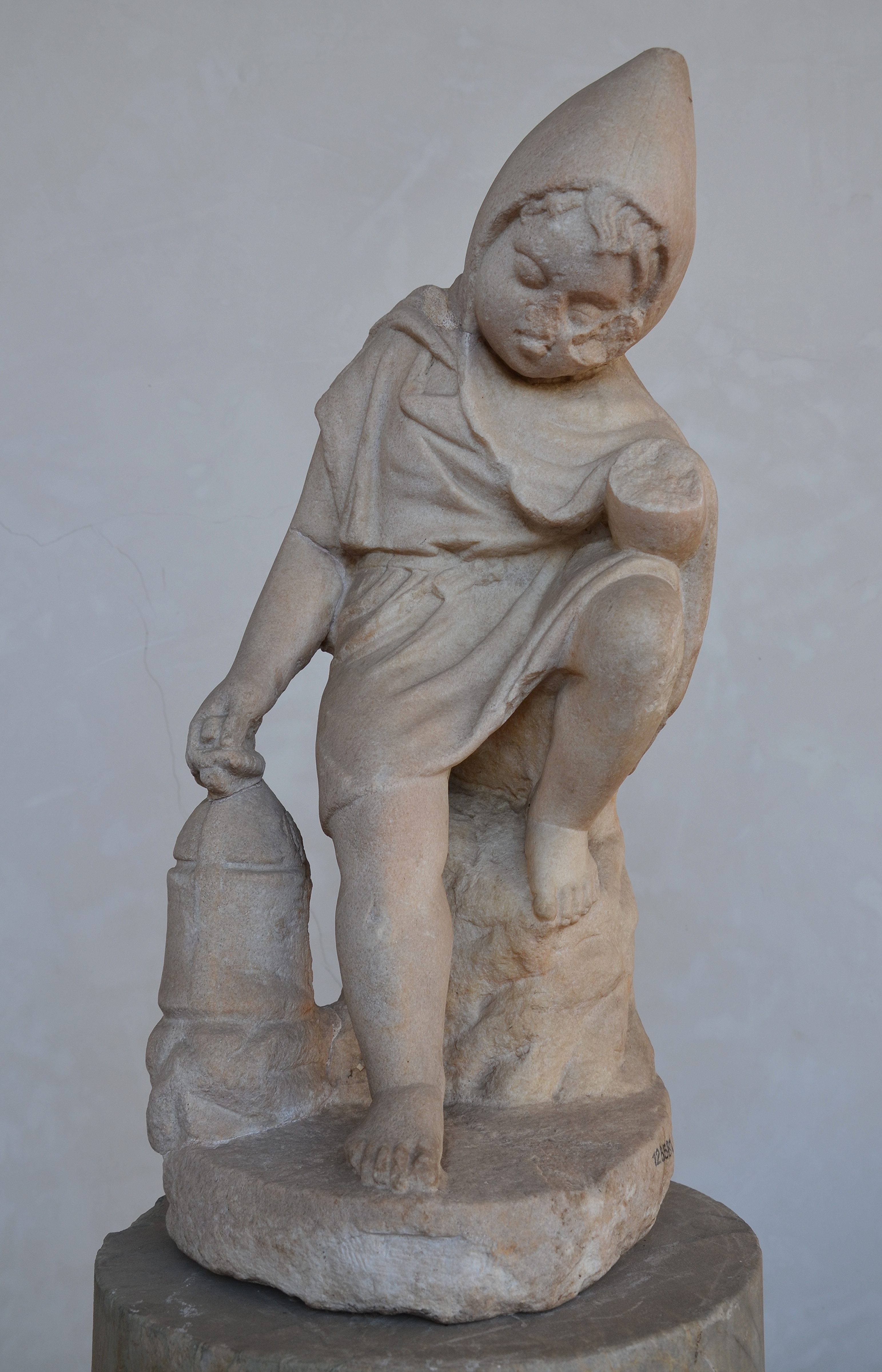
Statue eines schlafenden Kindes mit Cucullus, Rom, ca. 1./2. Jhd.
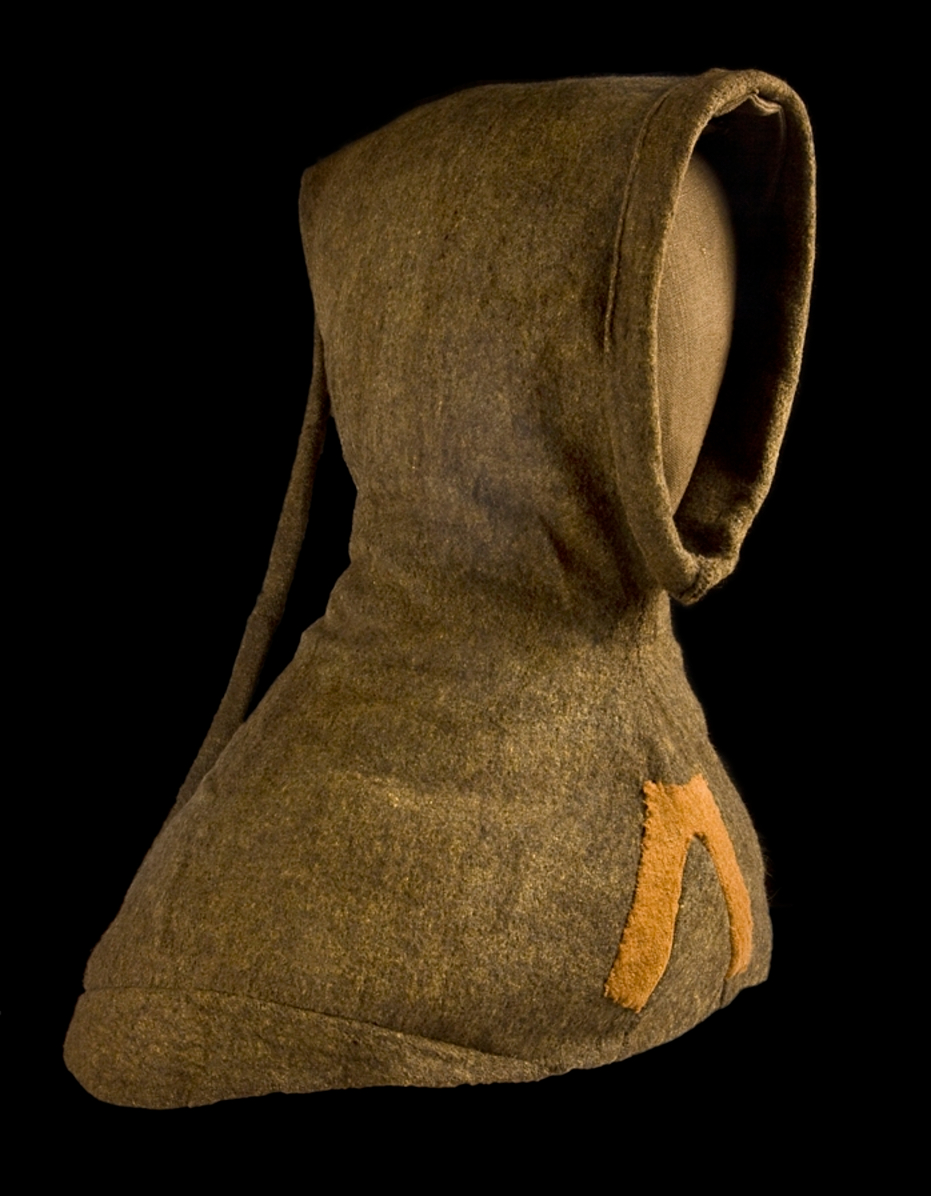
Rekonstruktion der Gugel des Bockstensmannes, ca. 1290–1430
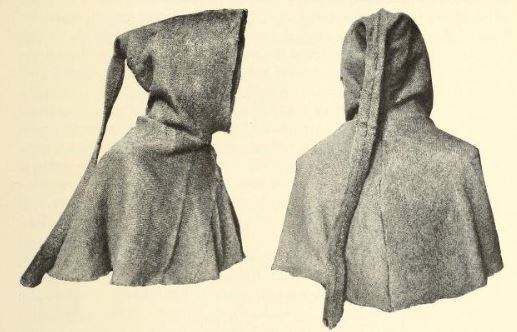
Eine Gugel in Seiten- und Rückenansicht aus Herjolfsnæs (Grönland), ca. 1400–1450
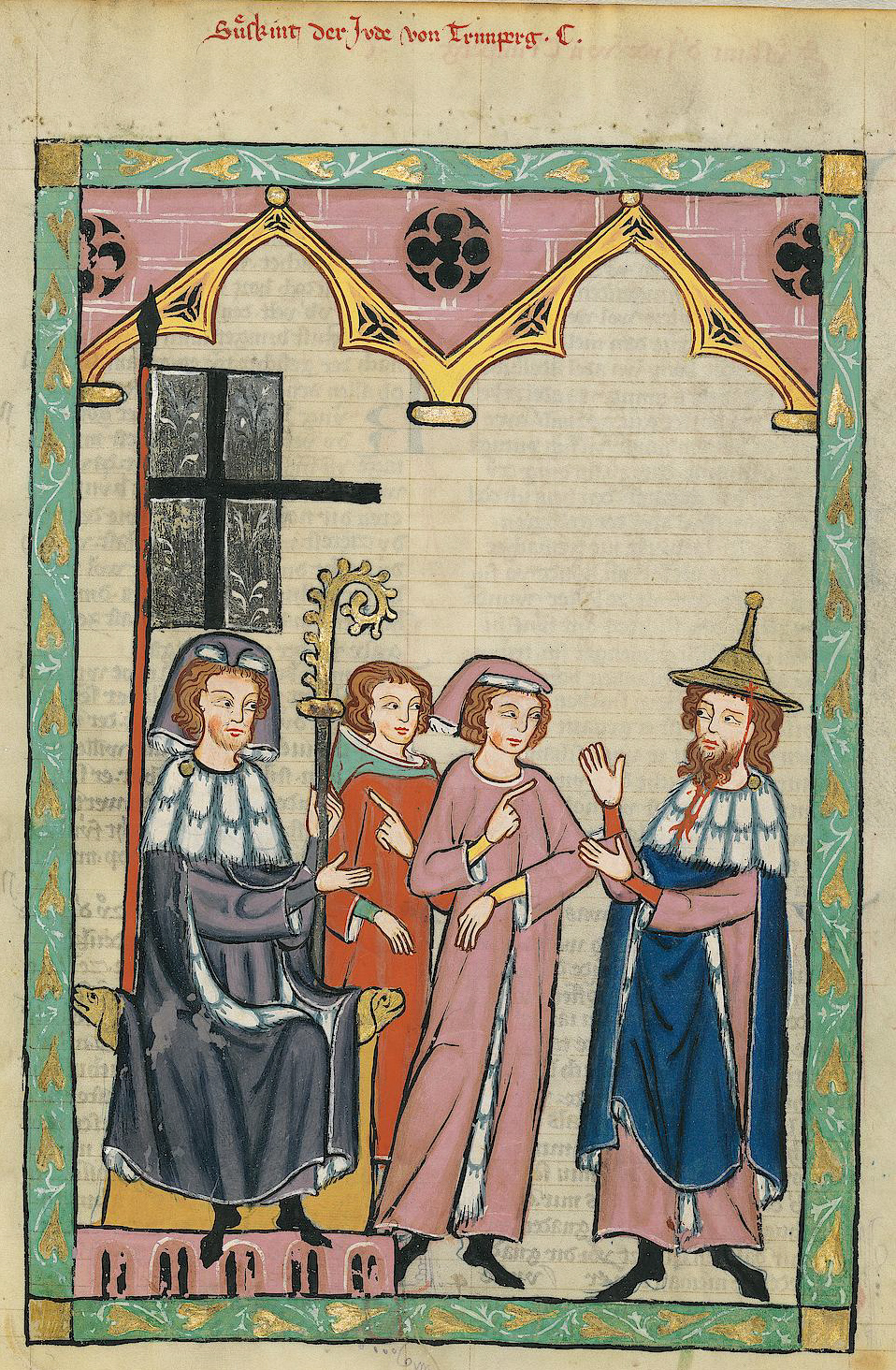
Zurückgebundene Gugel, Codex Manesse, 1. Hälfte 14. Jahrhundert

Die Limburger Chronik erwähnt Gugel erstmals für das Jahr 1351, für 1362 beschreibt sie den Wandel der Mode: „Und die junge menner trugen meistlich alle geknaufte kogeln, als [wie] die frauwen. Und diese kogeln wereten mehr dann dreissig Jahr, da vergingen Sie.“

Der Kragen, Goller genannt, war anfangs schmal, später wurde er breiter und bedeckte die Schultern oder nahm die Form eines Umhangs an. Er war gewöhnlich vorne offen, aber mit Knöpfen am Hals verschließbar, gelegentlich mit einer Knopfleiste auf ganzer Länge.

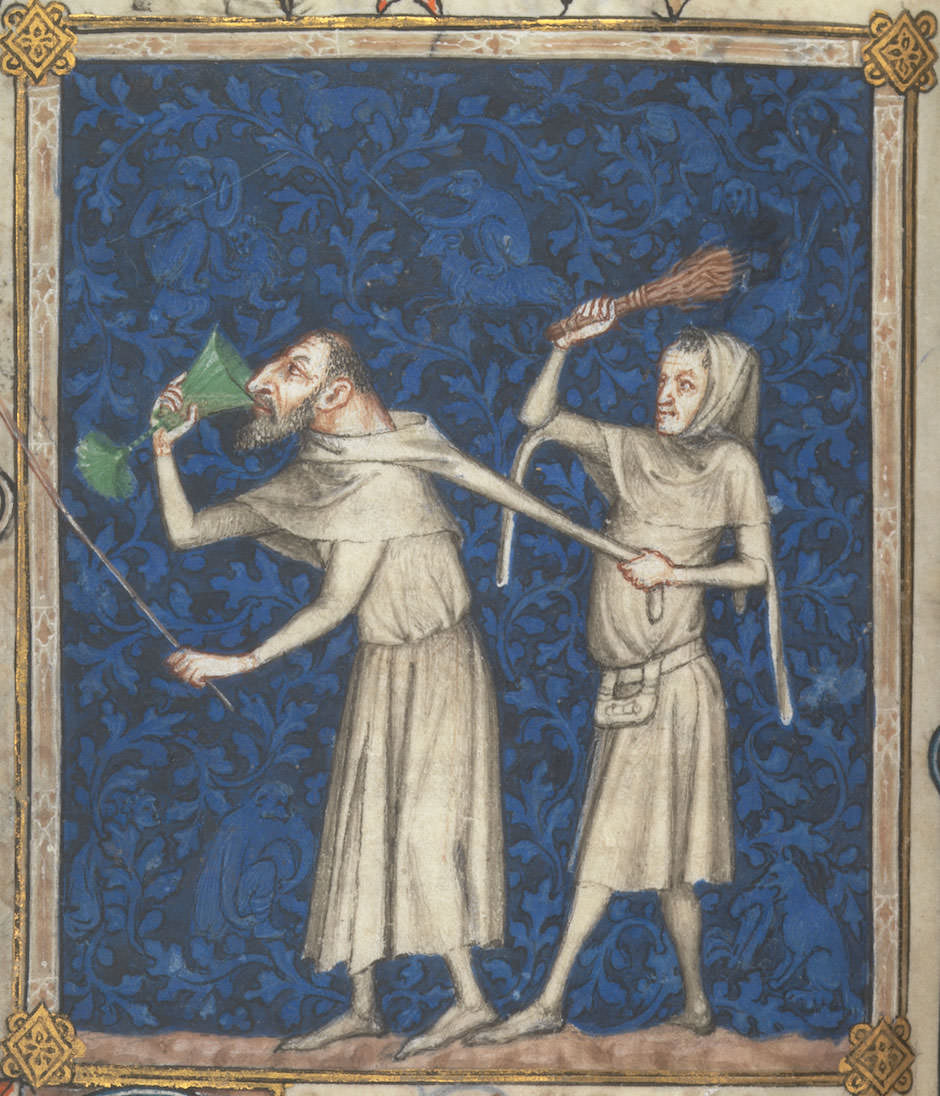
Zwei Narren mit Gugel und langen Sendelbinden, Psalter der Jutta von Luxemburg von Jean Le Noir, ca. 1348/49.

Gegen Ende des 14. Jahrhunderts gab der Adelsstand die Gugel auf. Stattdessen etablierten sich im Adel ab etwa 1360 Varianten des Gugel, so etwa turbanartige Kopfbedeckungen (mit Sendelring) und insbesondere der Chaperon, der in Zentraleuropa später auch Sendelbinde oder Schapperon genannt wurde. Bei diesen Kopfbedeckungen konnte der Kragen und der Schwanz locker um Kopf und Schultern herabhängen oder als Kinnriemen oder Trageband dienen.
Parallel entwickelten sich im linksrheinischen und norddeutschen Raum offene Haubenformen, die von Frauen ohne Abnehmen ihrer leinernen oder seidenen Haube getragen werden konnten. In einigen deutschen und schweizerischen Städten, z. B. Zürich, wurde um 1370 das Tragen von Gugeln durch Frauen eingeschränkt.
Im 15. Jahrhundert entwickelten sich aus der Gugel zwei separate Kleidungsstücke: aus dem Kragen der Goller, aus dem Kopfteil die Zipfelmütze. In der ländlichen Bevölkerung wurde die Gugel noch bis in das 16. Jahrhundert getragen, auch als Trauerkleidung blieb sie so lange erhalten.
Der Name der bayerischen Geheimgesellschaft Guglmänner leitet sich von diesem Kleidungsstück ab, sie tragen noch heute bei rituellen Zusammenkünften eine schwarze Kapuze, die Kopf und Schultern zur Gänze bedeckt.

## Von der Gugel zum Gugelhupf
Das Hefegebäck Gugelhupf hat seinen Namen – wie Schmeller in seinem Bayerischen Wörterbuch annimmt – wohl von der Gugel. Er zitiert aus einem Innsbrucker Nachdruck von 1637 des Spottliedes DieTeütsch-Frantzösin: „Ein wunderhohen Gogelhopf, mit bändtlein überzogen, trägt sie auff ihrem stolzen Kopf krum hin und wider pogen“. Auch Selhamer berichtete 1701 in seiner Tuba Rustica von Frauen „mit ihren hohen Gogelhopff am Kopf“.

## Heraldik

Gugel im Wappen von Güglingen

Diese Kopfbedeckung ist auch in der Heraldik im Wappen als gemeine Figur anzutreffen. In der Stadt Güglingen ist es ein redendes Wappen. Ein altes Münchner Siegel zeigt einen Mönchskopf mit Gugel.